# Rochom P'ngieng
"Den kambodjanska djungelkvinnan", sannolikt född 1983 i Vietnam (enligt tidigare teori 1979 i Kambodja), är en ung kvinna som återfanns 2007 i den kambodjanska djungeln, där man inledningsvis antog att hon levt som ett vilt barn. Därefter inleddes en lång återanpassning till samhället inleddes. Omständigheterna kring hennes försvinnande och familjetillhörighet var inledningsvis motsägelsefulla. Först antogs hon vara kambodjanskan Rochom P'ngieng, men visade sig 2016 vara vietnamesiskan Tak.

## Biografi

### Bakgrund, olika teorier
Rochim P'nieng hittades som vuxen kvinna 13 januari 2007, efter att då antagits ha levt i djungeln sedan 1988. Rochom P'ngieng antas ha försvunnit då hon som åttaåring vallade vattenbufflar i djungeln nära den vietnamesiska gränsen. Hon rapporterades tillhöra minoriteten pnong
Hjälparbetare har varnat för att historien kunde vara falsk och att hon kan vara en traumatiserad kvinna som utnyttjats för pengar. Något DNA-test för att bekräfta att den hittade kvinnan verkligen är samma person som den flicka som försvann 1988 har ännu inte gjorts, det vill säga man har ännu inte fastställt att de som påstår sig vara hennes föräldrar verkligen är det.

### Återanpassning till samhället
Livet i civilisationen blev besvärligt för kvinnan; hon har velat ta av sig sina kläder och har gjort försök att återvända till djungeln. Dessutom har uppgivits att hon hellre kryper än går upprätt. Hennes förmåga att tala var vid upptäckten mycket begränsad, och enligt den lokala polisen använde hon först bara orden för "mamma", "pappa" och "magont". När hon är hungrig uppges hon ha pekat på magen.
Kek Galabru från människorättsorganisationen Licadho misstänker att kvinnan på något sätt utsatts för övergrepp i djungeln, eftersom märken på hennes armar tyder på att hon bundits med rep. Penn Bunna från en annan kambodjansk människorättsorganisation, Adhoc, menar att kvinnan på nytt utsätts för stress i och med det stora antalet besökare till henne.
I januari 2010 uppgavs att kvinnan börjat tala och att hon inte längre försökte fly. 25 maj flydde hon ändå tillbaka till djungeln. Knappt två veckor senare återfanns hon i en 10 meter djup latringrop 100 meter från hemmet, efter att en granne hörde hennes gråt.
I september samma år rapporterades att Rochom blivit upplärd i personlig hygien och mänskligt socialt beteende av den spanska hjälporganisationen Psicólogos Sin Fronteras. I maj 2011 meddelades det att hon fick besök av psykologer minst en gång i veckan. Hon föredrog dock att bo och sova i en liten hönsgård nära familjehemmet och förenade sig med den övriga familjen och gemensamma måltider endast var tredje eller var fjärde dag. Hon talade inte men hade börjat möta folks blickar.

### Senare utveckling
2013 avled Sal Lou, den man som uppgav sig vara Rochim P'niengs far. Tre år senare reste en man vid namn Pel från Gia Lai-provinsen i södra Vietnam till byn där Rochim P'nieng levde. Han hävdade då att kvinnan var hans saknade dotter Tak. Han påstod att hon hade försvunnit vid ett psykiskt sammanbrott tio år tidigare, då hon ska ha varit 23 år gammal; kvinnan skulle då ha bott i djungeln endast ett år, till skillnad mot de 18–19 år som tidigare antagits. Pel kunde identifiera henne via en fläck på hennes läppar, ett ärr på hennes ena handled samt en öronskada. Dessutom kompletterade han med information om nio av hennes släktingar samt dokumentation omkring Taks födelse och försvinnande för att styrka sina anspråk. Taks dåvarande adoptivfamilj övertygades om att han talade sanning.
I augusti 2016, efter att immigrationstjänstemän ägnat två veckor åt fallet, kunde kvinnan lämna Kambodja för att återvända till Vietnam och hennes (sannolikt ursprungliga) familj. Vietnamesiska medier har rapporterat att kvinnans biologiske far blev medveten om hennes återfinnande genom fotografier på Facebook.
Kvinnan lärde sig aldrig att tala under tiden hon levde med sin kambodjanska adoptivfamilj. Enligt hennes biologiska familj i Vietnam har hon haft den språkstörningen sedan hon var liten.